# Yuan Hongbing

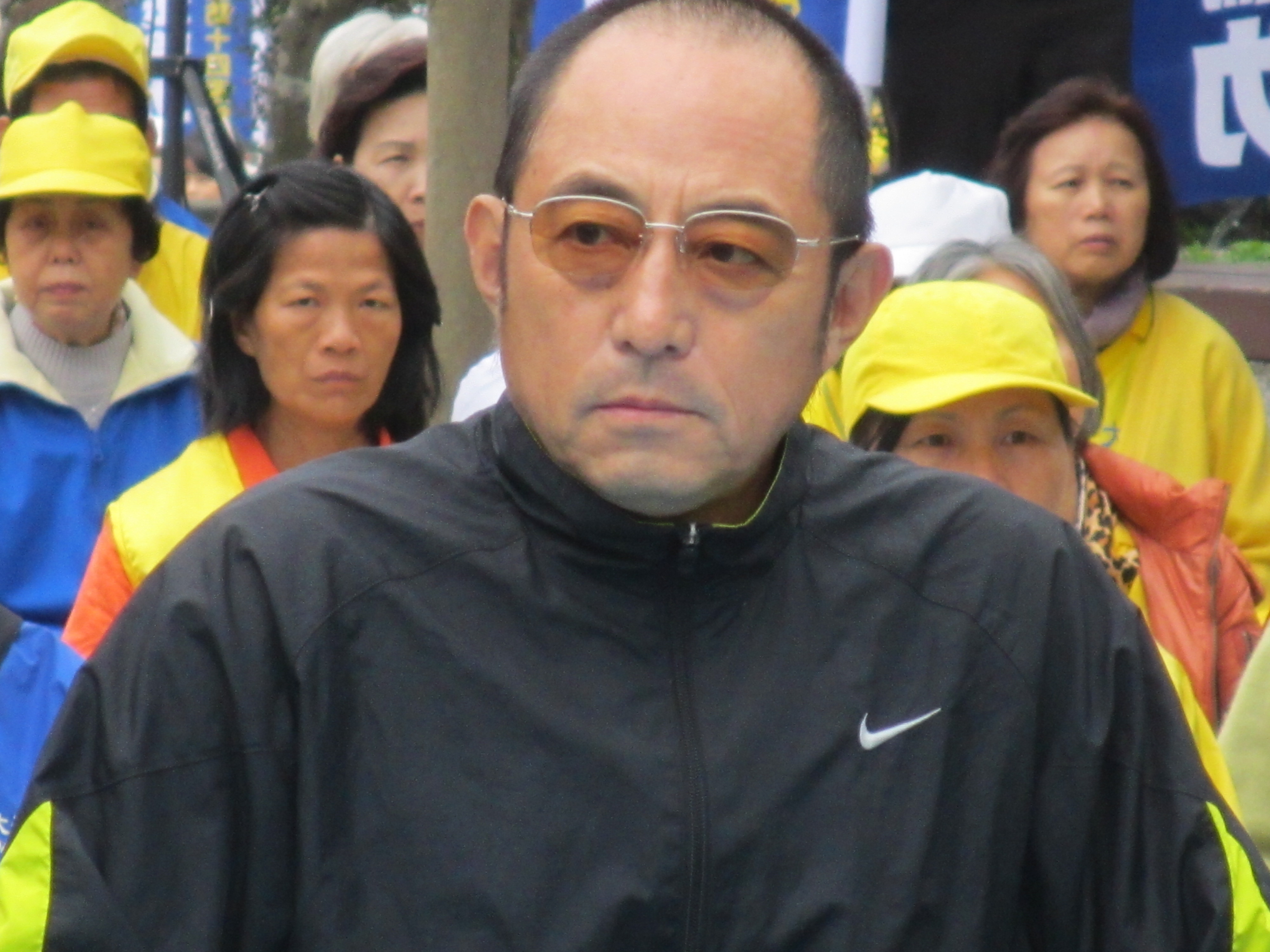
Yuan Hongbing, 2013

Yuan Hongbing (chinesisch 袁紅冰 / 袁红冰, Pinyin Yuán Hóngbīng, * 1953 in Hohhot, Innere Mongolei, Volksrepublik China) ist ein chinesischer Schriftsteller, Jurist und Dissident.

## Leben
Yuan wurde 1953 in Hohhot, Innere Mongolei, geboren. Er absolvierte 1986 die Peking-Universität mit dem Grad eines Masters im Strafrecht und absolvierte die Schule für Strafrecht an der Peking-Universität.
Nach den Protesten am Tian’anmen-Platz 1989 kam Yuan aufgrund seiner Meinungsäußerungen unter behördliche Beobachtung. 1990 veröffentlichte Yuan das Buch Winds on the Plain (荒原風,  huāngyuán fēng).
Yuan Hongbing betätigte sich auch als Arbeitsrechtsaktivist. Er beteiligte sich an einer so genannten Peace Charter, die nach dem Vorbild der Charta 77 gebildet wurde. 1994 wurde er inhaftiert und gezwungen, Peking zu verlassen. Yuan zog nach Guizhou, wo er Dekan der Rechtsfakultät an der Guizhou Normal University wurde. 2004 reiste Yuan mit seinem Assistenten Zhao Jing nach Australien, wo die beiden am 28. Juli um Asyl ansuchten. Im Juni 2005 unterstützte er den Dissidenten Cheng Yonglin in einer Rede und beschuldigte die chinesische Regierung, Australien in eine Politische Kolonie verwandeln zu wollen.